# Enric Cluselles
Enric Cluselles y Albertí (Barcelona, 23 de agosto de 1914 - 17 de julio de 2014). Fue un artista polifacético interesado principalmente en el dibujo, el ex libris, el grabado y la decoración de interiores, que pertenece a la generación de artistas de la República y la Guerra Civil. Usó el seudónimo "Nyerra".

## Biografía
Enric Cluselles estudió en la Escuela de la Lonja y en la Escuela Massana entre 1929 y 1934. En 1934 hace su primer ex libris y publica sus primeros dibujos en la colección "Cuaderns literaris", editada por Josep Janés. En 1936 forma parte del Sindicat de Dibuixants Profesionals con Pere Calders, Tisner y Carles Fontserè; colabora en el semanario L'Esquella de la Torratxa, donde firma con el seudónimo "Nyerra", sus dibujos son protagonizados por personajes con bigotes y pies de foca, conocidos como hombres-foca.
En 1937 se incorpora al frente republicano, sirviendo al cuerpo de carabineros con Pere Calders. En 1938 edita Unitats de xoc, escrito por Calders e ilustrado con xilografías suyas.
Al terminar la guerra, en 1939, se exilia con Calders; pasa por diversas localidades de Francia y finalmente llega a Roissy-en-Brie, donde coincide con otros intelectuales catalanes. En octubre de 1939, en París, se casa con Amàlia Casals. "
En julio de 1940 vuelve a Barcelona; de camino, es encarcelado en el Castillo de Figueras. En 1940, en Barcelona, diversifica las ocupaciones: docencia en la Escuela Massana; diseño comercial, para la empresa Juper, o gráfico, como las portadas para los libros de la colección "Al monigote de papel", del editor Janés. Inicia también una colaboración con el interiorista y presidente del FAD (Foment de les Arts Decoratives) Santiago Marco, actividad que se convirtió en su 'modus vivendi'; más adelante se instala por su cuenta fundando la empresa Tírvia. Hizo restauraciones de antiguas masías, decoraciones de mansiones y chalets, salas de cine de Barcelona (París, Alondra, Fantasio, Publi ...), la Joyería Capdevila, la editorial Éxito o las librerías Occidente y Catalònia.
Cultiva otros campos artísticos, lo más destacado es la xilografía, que emplea en la mayoría de sus ex libris -más de 100-. También son destacables sus felicitaciones de año nuevo -PF- en que Nyerra ironiza sobre la actualidad.
Como aficionado también se dedica a la escultura, la pintura y la joyería.
Su fondo personal se encuentra en la Biblioteca de Cataluña, del que cabe destacar los 3500 planos de viviendas y diseños de interiores